# 크로노 크로스
《크로노 크로스》(영어: Chrono Cross)는 스퀘어 (현 스퀘어 에닉스)에 의해 1999년 11월 18일에 발매된 일본의 플레이스테이션용 롤플레잉 게임이다. 《크로노 트리거》의 속편에 해당한다. 캐치 카피는 "살해당한 미래가, 복수하러 온다." 감독을 카토 마사토, 프로듀서는 타나카 히로미치, 캐릭터 디자인은 유키 노부테루가 맡고 있다.

## 개요
이 작품은 1996년에 슈퍼 패미컴의 사테라뷰로 배포된 텍스트 기반 어드벤처 게임 《래디컬 드리머즈 -훔칠 수 없는 보석-》 속 멀티 스토리의 하나인 〈Kid 훔칠 수 없는 보석편〉 (《크로노 트리거》의 흐름을 이어받은 스토리)를 뼈대로 하고 있다. 그러나 설정이나 스토리의 내용은 일부 공통되는 곳이 있지만, 대폭적인 변경이 가해져 있다.
발매로부터 1년 후인 2000년 11월 30일에는 《스퀘어 밀레니엄 컬렉션》의 제3탄으로서 수량 한정의 스페셜 에디션이 발매되어 2002년 2월 21일에는 염가판 《PS one Books 크로노 크로스》로 재발매되었다. 2006년 7월 20일에는 같은 염가판 《얼티밋 히츠》 시리즈의 하나로서 다시 등장하게 되었다. 2011년 7월 6일에는 게임 아카이브스로도 PlayStation 3와 PlayStation Portable 용으로 배포가 시작되었다.
본작은 드림 프로젝트에 의한 기획은 아니지만, 전작에서 메인 시나리오를 다룬 카토 마사토, 음악을 담당한 미쓰다 야스노리, 그래픽의 혼네 야스유키 등, 많은 전작의 스태프가 제작에 참여하고 있다. 또한 전투 플래닝은 프로듀서 타나카 히로미치가 행하고 있다.
타나카 히로미치는 "토리야마 아키라의 세계를 표현하는 게임"을 스퀘어 사내에서 처음으로 기획한 인물이며, 원래는 그 기획에 《크로노 트리거》 타이틀이 주어져 있었다. 그러나 "여러 사정"으로 그 기획은 《크로노 트리거》가 아니게 되고, 모양을 바꾸어 1993년에 발매된 《성검전설 2》가 되었다. 그 후, 1995년에 실제로 발매된 "토리야마 아키라의 세계를 표현한 게임"인 《크로노 트리거》 개발에 다나카가 직접 관련된 것은 아니었다. 이후 다나카는 카토 마사토가 《크로노 트리거》의 속편을 만들고 싶다고 시작한 기획에도 참여하고 있다.

## 평가
| 평가 |        |
| --- | ------ |
| 통합 점수 통합사 점수 메타크리틱 94/100 [ 1 ] 평론 점수 평론사 점수 EGM 98% [ 2 ] 패미츠 36/40 [ 3 ] [ 4 ] 게임 레볼루션 A- [ 5 ] 게임프로 [ 6 ] 게임스팟 10/10 [ 7 ] IGN 9.7/10 [ 8 ] 넥스트 제네레이션 [ 9 ] OPM (US) [ 6 ] |        |
| 통합 점수 |        |
| 통합사 | 점수   |
| 메타크리틱 | 94/100 |
| 평론 점수 |        |
| 평론사 | 점수   |
| EGM | 98%    |
| 패미츠 | 36/40  |
| 게임 레볼루션 | A-     |
| 게임프로 | [ 6 ]  |
| 게임스팟 | 10/10  |
| IGN | 9.7/10 |
| 넥스트 제네레이션 | [ 9 ]  |
| OPM (US) | [ 6 ]  |